# Harold Weber
Harold "Harry" Weber (Toledo, 20 de março de 1882 — Littleton, 7 de novembro de 1933) foi um golfista norte-americano que competiu nos Jogos Olímpicos de Verão de 1904.
Em 1904, Weber fez parte da equipe norte-americana que ganhou a medalha de bronze. Ele terminou em vigésimo segundo nesta competição.
Na competição individual, ele terminou em décimo sexto na qualificação e foi eliminado na primeira rodada do jogo por buraco.